# Executive Clemency
Executive Clemency è un cortometraggio muto del 1911. Il nome del regista non viene riportato nei credit del film che, prodotto dalla IMP, era interpretato da King Baggot, Isabel Rea, Ethel Grandin.

## Produzione
Il film fu prodotto dall'Independent Moving Pictures Co. of America (IMP).

## Distribuzione
Distribuito dalla Motion Picture Distributors and Sales Company, il film uscì nelle sale cinematografiche statunitensi il 23 novembre 1911. Il 29 febbraio 1912, la J.F. Brockliss lo distribuì nel Regno Unito.